# 3331 Kvistaberg
3331 Kvistaberg este un asteroid din centura principală, descoperit pe 22 august 1979, de Claes Lagerkvist.